# 짐 홀트

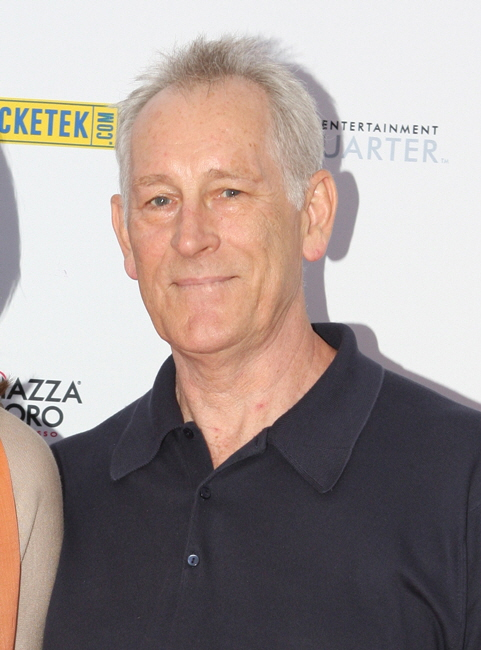

짐 홀트(Jim Holt, 1956년 1월 15일 ~ )는 오스트레일리아의 배우이다.
리버풀에서 태어났다.

## 출연 작품
- 내 남자친구는 왕자님 2 (2006년)
- The Monkey's Mask (2000)
- 낯선 여자와 정사 (1990년)
- 피버 (1988년)
- 크로커다일 던디 2 (1988년) - 이스킨 역
- 십이야 (1987년)
- 서기 2588년 (1987년)
- 험프티 덤프티 맨 (1986년)

### 텔레비전
- 홈 앤 어웨이 (1996) - 토머스 리그스 역